# Будинок Соколова
Будинок Соколова — пам'ятка історії та архітектури місцевого значення кін. XIX ст. — поч. XX ст., знаходиться за адресою: місто Херсон, вулиця Грецька, 36; охоронний номер 76-Хр.

## Історична довідка
У дореволюційний період у містах часто в адресних довідниках будинки вказувалися не за номерами, а за прізвищем їхніх власників. Це створює деякі складнощі для сучасних істориків, але було дуже зручним для тодішніх городян, бо простіше запам'ятати не цифру, а прізвище.
У старому Херсоні всі знали Соколова Петра Івановича, який був меценатом та займався благодійницькою діяльністю, жив у білому двоповерховому особняку. Будинок був зведений наприкінці ХІХ століття, належав гласному міської Думи.
З приходом до влади більшовиків, у 1918 році, будинок Петра Івановича був конфіскований і в ньому розмістився Революційний клуб. Із встановленням у місті австро-угорської влади, будинок П. І. Соколову повернули. В лютому 1919 року в будинку перебував штаб французьких військ, що підтримували порядок у Херсоні, а в серпні 1920 року Соколова арештували представники радянської влади.
Разом із родиною Соколов три роки провів у вигнанні, а потім хотів повернутися до свого маєтку, але там для нього не знайшли місця.
Експропрійований революцією особняк використовувався з адміністративною метою — з 1922 року у ньому розташовувалися комітет партії поруч із міськвиконкомом, що було природно — на головній площі зберігався адміністративний центр міста. Кінець 60-х — початок 70-х років міський комітет переїхав у нову будівлю, а в будинку Соколова розмістився дитячий садок.
До 2013 року в ньому знаходився Центр здоров'я, а потім у приміщеннях старого особняка розмістилась Херсонська філія Київського національного університету культури та мистецтв. У 2015 року факультет був позбавлений ліцензії і будинок як пам'ятка архітектури руйнується, а приміщення виставлено на продаж.

## Архітектура

Будинок Соколова (історичне фото)

Меценат Петро Соколов був поціновувачем Італії та всього італійського. Весь внутрішній декор (вітражі, кахлі) привіз суднами із Венеції. Двір міської садиби засаджений італійською акацією, у центрі двору був фонтан, навколо якого гуляв ручний фазан.
Особняк спроєктований головним міським архітектором Антоном (Антоніо) Івановичем Свариком, італійцем за походженням та збудований у 1915 році в італійському стилі.
Будівлю прикрашали широкі балкони та колонада. Над особняком височіла вежа з ґратами та ліхтариком, який спалахував із настанням сутінків. У будинку було дванадцять камінів, які не були схожі один на одного. Нині їх залишилося вісім, обкладених глазурованою керамічною плиткою у стилі модерн.

Деякі історичні деталі збереглися до нашого часу. Серед них тераса — саме тут 100 років тому у теплі дні купець разом із сім'єю сидів за обіднім столом. Фонтан, на жаль, уже багато років не працює. Прямо над терасою — обсерваторія. Збереглися сходи на другий поверх та вензелі на вхідних дверях.